# François-Vincent Raspail

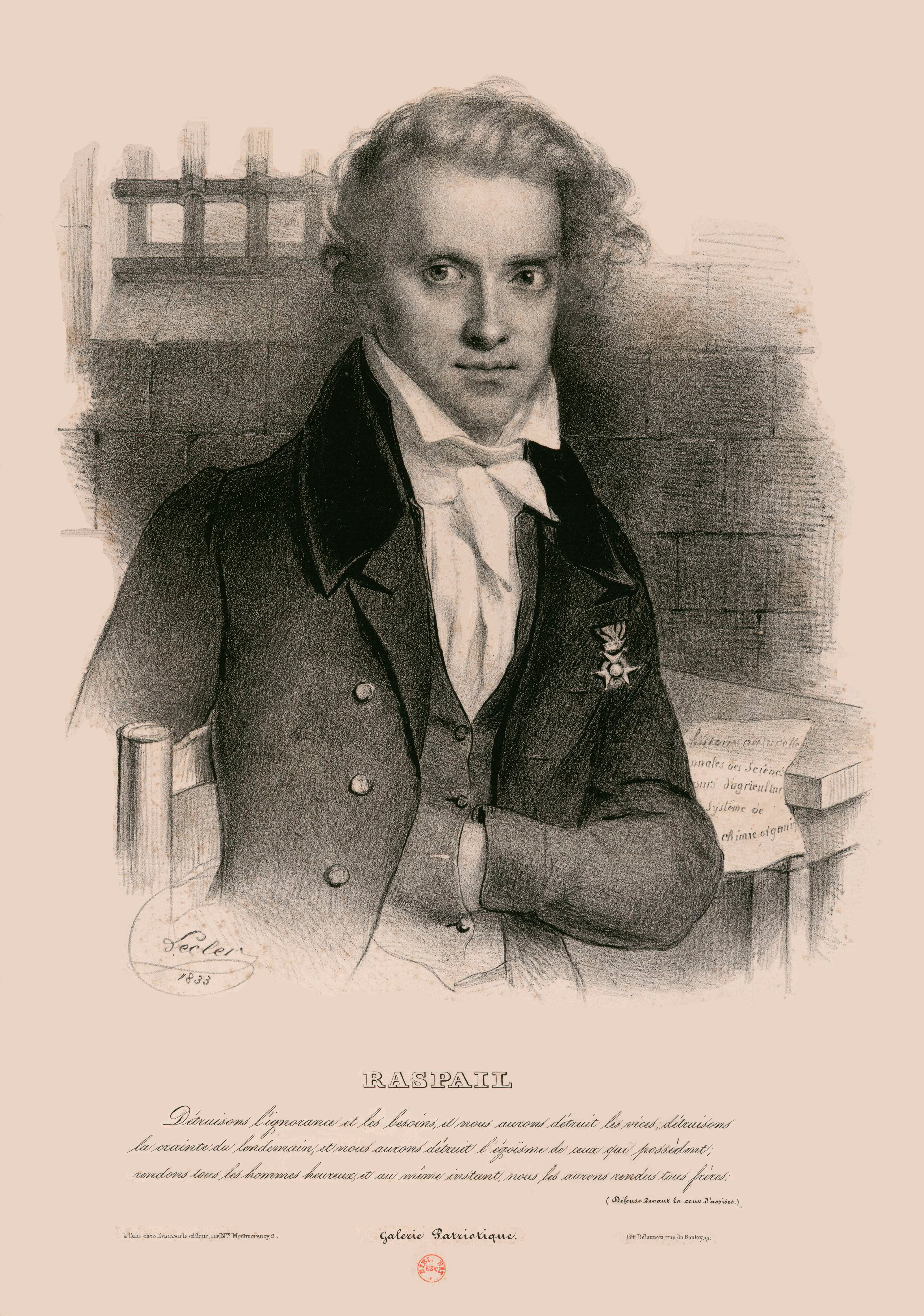
F.-V. Raspail (1833)

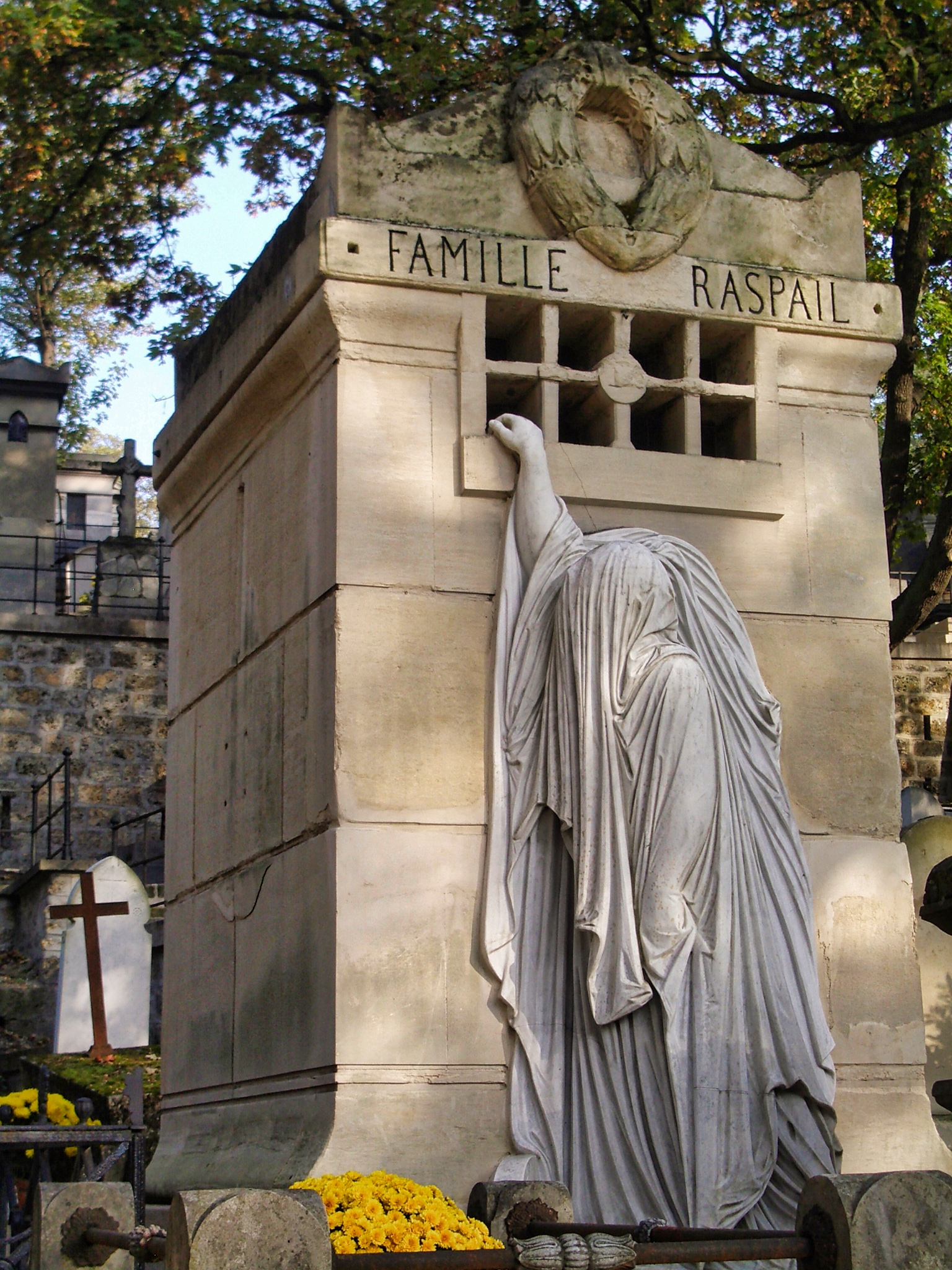
Náhrobek rodiny Raspail

François-Vincent Raspail [frãsoa vẽsã raspaj] (25. ledna 1794 Carpentras, Provence – 7. ledna 1878 Arcueil u Paříže) byl francouzský chemik, botanik a republikánský politik.

## Život
Narodil se v rodině zbožného hostinského, který si přál, aby studoval na kněze. Už jako dítě docházel k místnímu faráři, který ho učil latinsky, řecky a hebrejsky. Roku 1810 nastoupil do semináře v Avignonu, kde studoval teologii a filosofii, ale po třech letech odešel a stal se knihovníkem, později profesorem střední školy v Carpentrasu. Roku 1815 odešel jako profesor do Paříže, kde v letech 1816–1820 studoval práva a od roku 1822 přírodní vědy. Roku 1821 jeho pamflet proti misionářům vyvolal velké pobouření. Raspail se stal liberálem, vstoupil mezi zednáře a v letech 1824–1832 publikoval řadu článků o živých tkáních a mikroskopických technikách (mikrotom, barvení vzorků). Popsal také na 150 druhů trav (Lipnicovité), publikoval "Esej o mikroskopické chemii" a "Nový systém organické chemie", které mu zjednaly i mezinárodní věhlas.
Za červencové revoluce v roce 1830 byl těžce zraněn na barikádě a pak vyznamenán Červencovým křížem, kdežto Řád čestné legie odmítl jako zneuctěný monarchisty. Jako demokrat a člen karbonářské skupiny byl roku 1835 odsouzen na dva roky vězení a pět let policejního dohledu. Ve vězení napsal "Nový systém botaniky" (1837) a 1839 publikoval spis o reformě vězeňství.
Roku 1843 vydal třísvazkový "Přírodopis zdraví a nemoci" a stručnější spis "Rodinný lékař". V nich propagoval hygienu a předcházení sepsi a představil metodu laického léčitelství, v níž hrál důležitou úlohu kafr. Pro tuto metodu začal vyrábět různé přípravky, většinou s kafrem. Metoda měla takový úspěch, že jeho "Ročenka zdraví" vyšla od roku 1845 do roku 1935 celkem 77krát a přinášela mu dobrý příjem. Jako léčitel se však rozešel s vědci a představiteli lékařského stavu a byl dokonce odsouzen za nezákonné provozování lékařství. V letech 1855–1860 vydal šestisvazkový "Komplementární přehled věd, aplikovaných v medcíně".
Za revoluce v roce 1848 byl jeden z prvních, kdo provolal republiku, byl zvolen poslancem a ucházel se o funkci prezidenta, ale v následujícím roce byl odsouzen na 6 let vězení. Po propuštění roku 1853 odešel do Belgie a po návratu byl dvakrát zvolen poslancem. Protestoval proti pronásledování komunardů a roku 1870 hlasoval proti vyhlášení války Prusku. Od svých začátků v roce 1815 až do smrti byl vždy v opozici proti vládě a její politice.
S manželkou Henriettou-Adelaidou Raspail měl čtyři syny, z nichž dva se stali lékaři. Stejně jako ona byl nakonec pohřben na hřbitově Père-Lachaise.

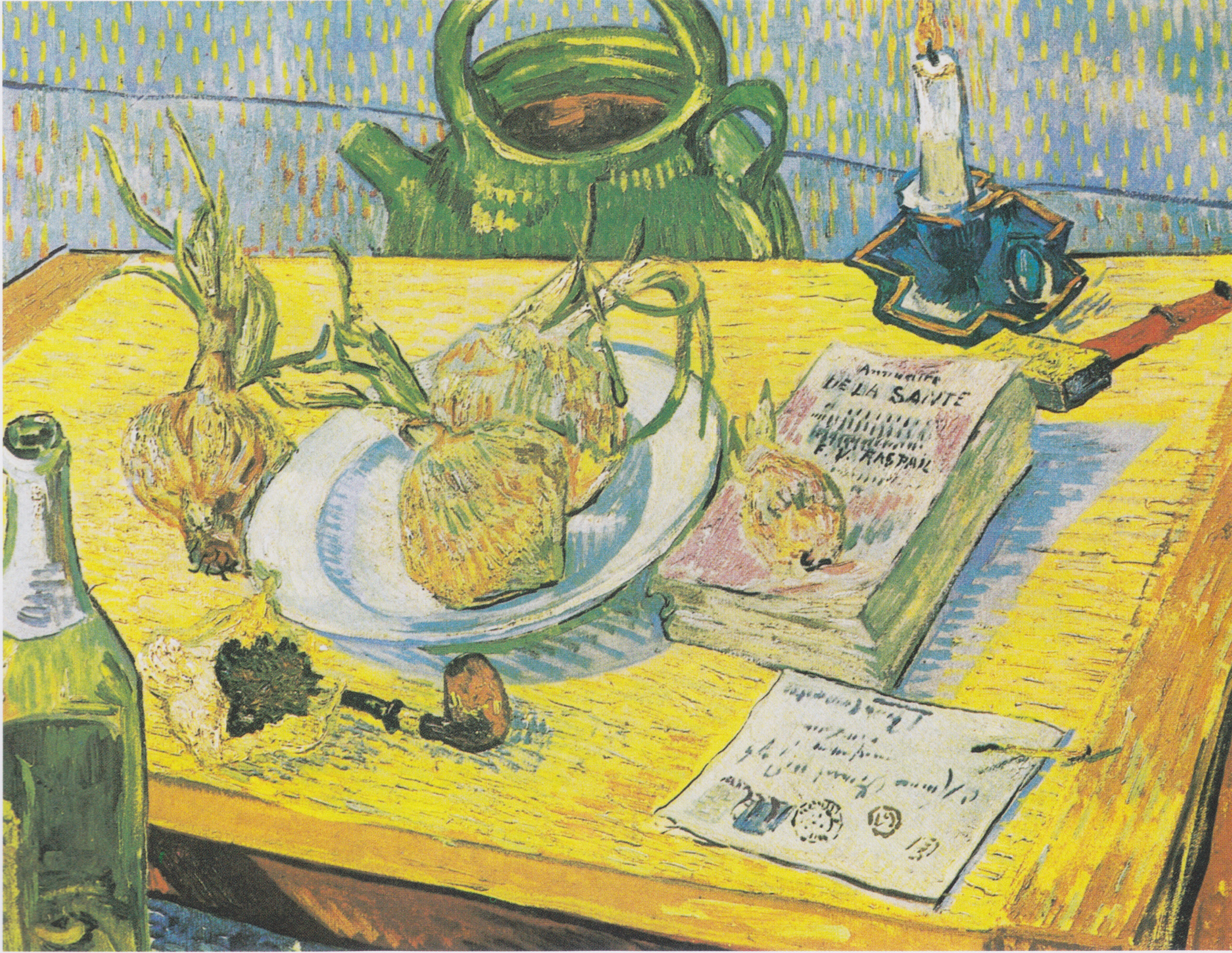
Vincent van Gogh, Zátiší s dýmkou a s cibulí (1889)

## Ocenění
Mezi Raspailovými klienty byla i řada významných osob, například sestra spisovatele Alfreda Musseta, spisovatelé George Sandová a Gustave Flaubert, který ho zmiňuje v románech "Bouvard a Pécuchet" i "Paní Bovaryová". Respailovu metodu užíval i Vincent van Gogh a na jeho "Zátiší s dýmkou a cibulemi" leží na stole výtisk "Ročenky zdraví".
V Paříži je po něm pojmenován dlouhý Boulevard Raspail a řada ulic v jiných městech. Severozápadně od náměstí Denfert-Rochereau stojí mohutný podstavec jeho pomníku.